# Romeu Tuma

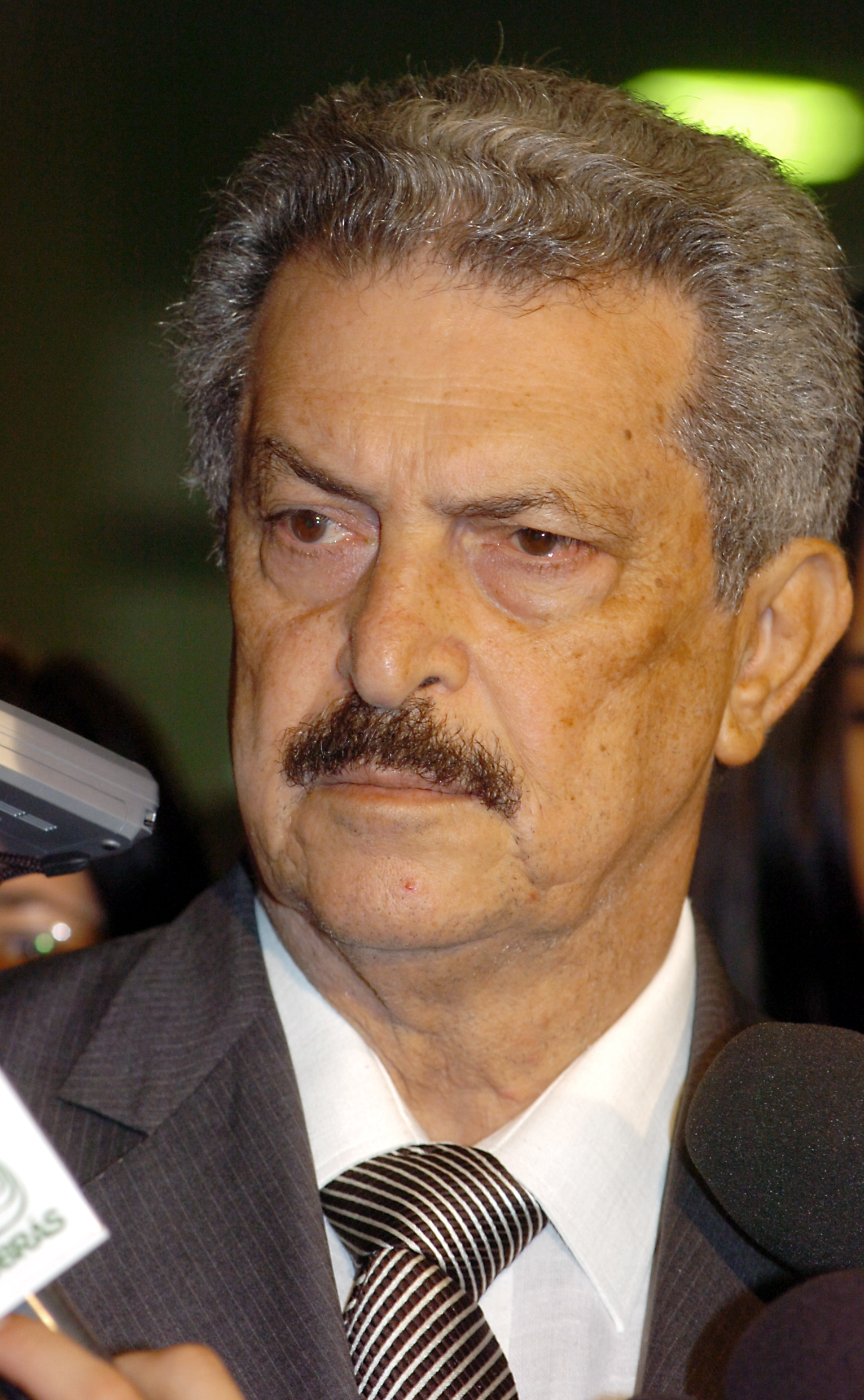
Romeu Tuma (2006)

Romeu Tuma (* 4. Oktober 1931 in São Paulo, Brasilien; † 26. Oktober 2010 ebenda) war ein brasilianischer Politiker und ehemaliger Direktor der Bundespolizei.

## Leben
Tuma war syrisch-libanesischer Herkunft. Er war der Sohn von Zike Tuma und América Trabulsi Tuma. Er war mit Zilda Dirane Tuma verheiratet, mit der er vier Söhne hatte, von denen Robson Tuma und Romeu Tuma Júnior ebenfalls eine Polizei- und dann eine Politikerkarriere durchliefen. Er starb 79-jährig an multiplem Organversagen und wurde auf dem Cemitério São Paulo beerdigt. Sein Tod rief große Anteilnahme hervor.

## Polizeilaufbahn
1951 trat er in den Polizeidienst von São Paulo ein. Nach seinem Abschluss in Rechtswissenschaften (Bachelor) wurde er 1967 Polizeipräsident. Er arbeitete als Berater des Kriminalermittlers Sérgio Paranhos Fleury bei der Polizeibehörde für politische und soziale Ordnung, dem Departamento de Ordem Política e Social (DOPS) in São Paulo, einer Behörde, die er ab 1975 leitete. Er engagierte sich im Kampf gegen heimliche linke politische Organisationen und bei der Unterdrückung der Streikbewegungen, die Ende der 1970er Jahre im Großraum ABC Paulista von São Paulo begannen. Schon damals arbeitete er freiwillig mit dem Serviço Nacional de Informações (SNI), dem Geheimdienst der Militärdiktatur, aus der die Agência Brasileira de Inteligência hervorging, zusammen. 
Im Januar 1986, während der Regierung von José Sarney, dem ersten zivilen Präsidenten des Landes nach dem Militärregime, wurde Tuma vom Justizminister Fernando Lyra zum Generaldirektor der Bundespolizei ernannt. Seine Ernennung brach mit einer Tradition, die seit der Gründung im Jahr 1964 in Kraft war und in der nur Militärangehörige die Position bekleideten. Von Anti-Folter-Gruppen kritisiert, die ihn als „einen Namen bekanntermaßen mit sozialer und politischer Unterdrückung“ während des Militärregimes identifizierten, wurde seine Ernennung jedoch von wichtigen Teilen der Presse positiv aufgenommen, die ihn von jeglicher Verantwortung für Gewalttaten und Folter, die in dieser Zeit praktiziert wurden, ausnahmen. 2009 wurden juristische Untersuchungen eingeleitet.
Außerhalb Brasiliens wurde er in den 1980er Jahren durch seine Mitwirkung bei der Entdeckung der Überreste von Josef Mengele oder den Ermittlungen zu dem Mafioso Tommaso Buscetta bekannt.

## Politische Laufbahn
Er gehörte zunächst liberalen Parteien an, kandidierte aber zuletzt für den Partido Trabalhista Brasileiro (PTB). Seine Parteizugehörigkeiten waren von 1994 bis 1995 der Partido Liberal (PL), von 1995 bis 1997 der Partido Social Liberal (PSL), von 1997 bis 2007 der Partido da Frente Liberal (PFL) und 2007 der Nachfolgepartei Democratas (DEM) und von 2007 bis 2010 der Partido Trabalhista Brasileiro(PTB).
Bei den Wahlen in Brasilien 1994 kandidierte er erfolgreich mit 5.541.262 der gültigen Stimmen für das Amt als Senator für den Bundesstaat São Paulo im Bundessenat des Nationalkongresses. Tuma war für eine Stärkung der inneren Sicherheit eingetreten. Er trat sein Amt am 1. Februar 1995 an. 
Bei den Kommunalwahlen in Brasilien 2000 war er für das Amt als Stadtpräfekt von São Paulo angetreten, erlangte aber mit 632.658 Stimmen oder 11,46 % nur den vierten Platz hinter der gewählten Marta Suplicy und den Kandidaten Paulo Masuf und Geraldo Alckmin.
Erfolgreich war er bei der Wiederwahl als Senator bei den Wahlen in Brasilien 2002. Er war von der 50. bis 53. Legislaturperiode bis zum 26. Oktober 2010 im Amt.
Bei der Wahl 2010 hatte er sich erneut zur Wiederwahl gestellt und konnte aus gesundheitlichen Gründen nicht mehr aktiv am Wahlkampf teilnehmen. Er erreichte mit 3.970.169 oder 10,79 % der gültigen Stimmen den fünften Rang.

## Auszeichnungen
Tuma erhielt zahlreiche Auszeichnungen, darunter den Ordem de Rio Branco (Kommandeur), den Ordem do Mérito Aeronáutico (Ritter, dann Kommandeur), den Ordem do Mérito Militar (Militärverdienstorden), den Ordem do Mérito Naval (Offizier der Marineverdienstordens).